# Targeta de proximitat

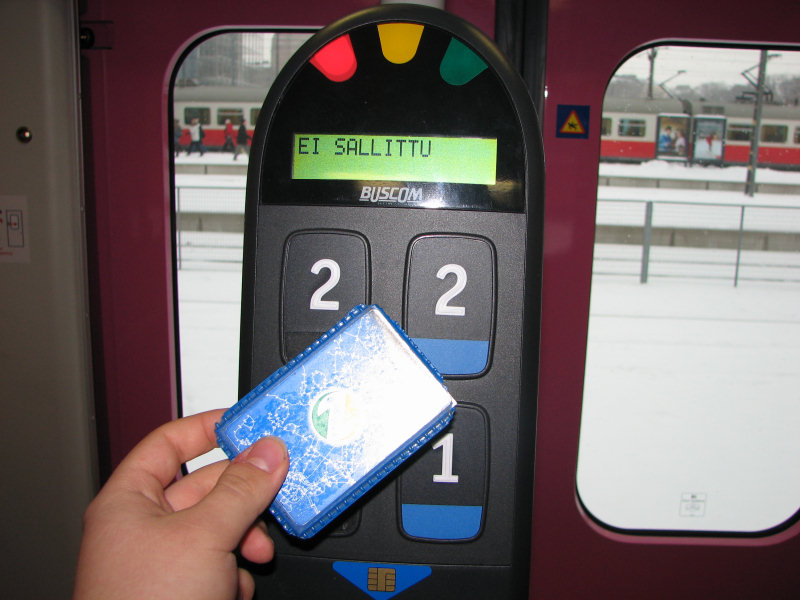
Targeta intel·ligent sense contacte emprada al transport públic de Hèlsinki.

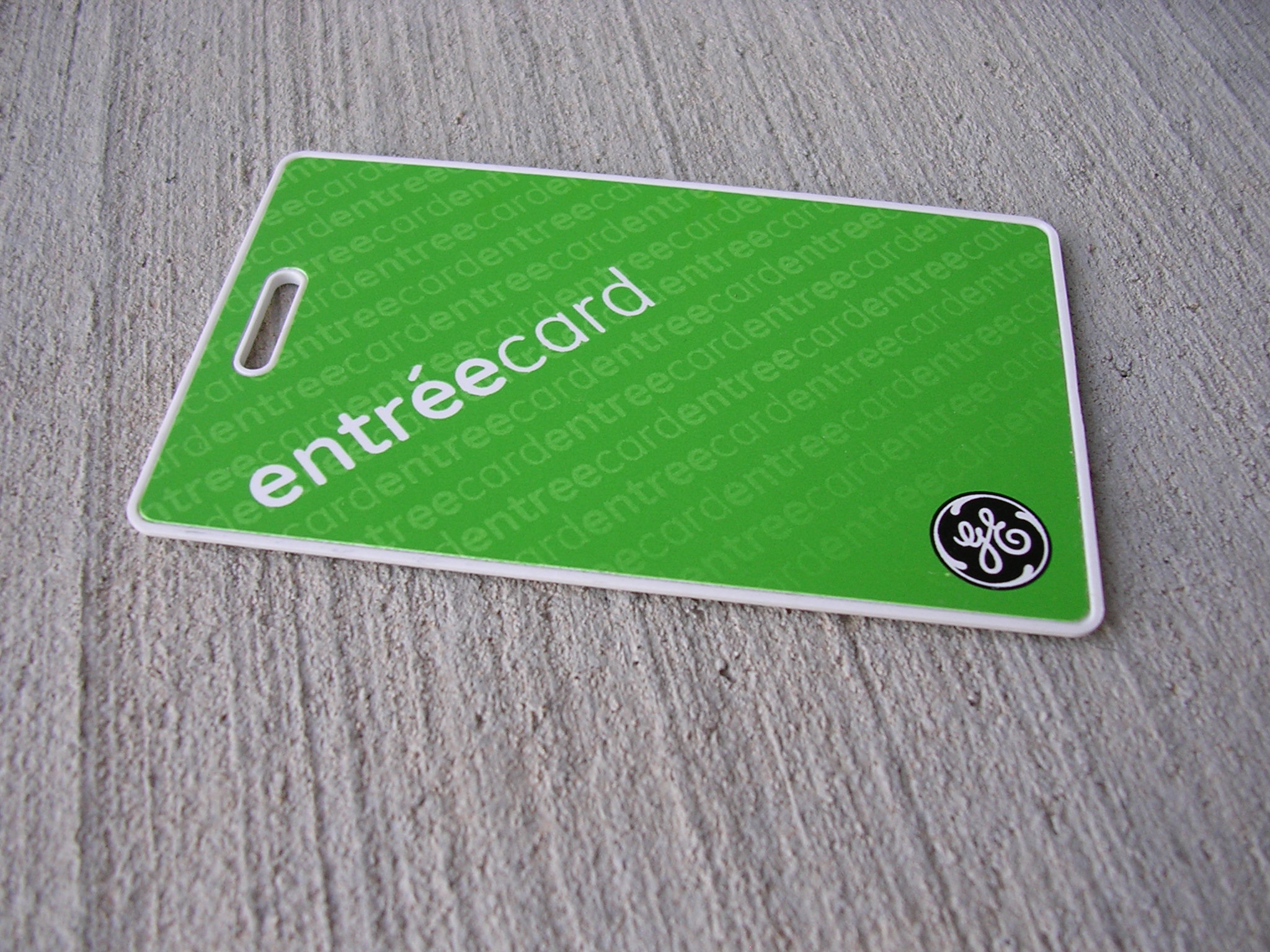
Una targeta de proximitat

Targeta de proximitat és el nom genèric donat a la targeta intel·ligent "sense contacte" que s'utilitza per a l'accés segur o com un sistema de pagament. Es pot referir tant a les velles targetes de 125 kHz RFID com a les noves targetes sense contacte que funcionen a 13,56 MHz, comunament conegudes com a targeta intel·ligent sense contacte.
Les targetes modernes de proximitat responen a la norma ISO 14443. Existeix també l'estàndard ISO 15693 relatiu a l'anomenada "targeta de veïnatge".
La de targeta de proximitat funciona a una distància entre 5 i 10 cm en la majoria dels casos, el que permet que l'usuari els dugui en bitlletera o a la cartera. El preu de les targetes és baix (entre 1 i 3 euros), fent-les aptes per emprar-les en el transport públic i en altres aplicacions com ara targetes d'identificació, targetes de pagament i targetes per al seu ús en  sistemes de venda electrònica d'entrades.